# Houédomè
Houédomè est l'un des trois arrondissements de la commune des Aguégués dans le département de l'Ouémé au Bénin.

## Géographie
L'arrondissement de Houédomè est situé au sud-est du Bénin et compte 7 villages que sont Agbodjedo, Aholoukome, Akodji, Akpoloukome, Dogodo, Somayi et Zinviekome.

## Démographie
Selon le recensement de la population de 2013 conduit par l'Institut national de la statistique et de l'analyse économique (INSAE), Houédomè compte 14782 habitants .